# Svetišče Jasukuni
Svetišče Jasukuni (japonsko 靖国神社, 靖國神社, latinizirano: Jasukuni džindža, dob. 'Svetišče mirne dežele') je šintoistično svetišče v kraju Čijoda v Tokiu. Ustanovil ga je cesar Meidži junija 1869 in obeležuje tiste, ki so umrli v službi Japonske, od bošinske vojne 1868–1869, do dveh kitajsko-japonskih vojn, 1894–1895 oziroma 1937–1945 in prve indokitajske vojne 1946–1954, vključno z vojnimi zločinci. Namen svetišča se je z leti razširil tako, da vključuje tiste, ki so umrli v vojnah, v katere je bila vpletena Japonska, od celotnega obdobja Meidži in Taišo ter zgodnjega dela obdobja Šova.
Svetišče navaja imena, izvor, rojstne datume in kraje smrti 2.466.532 moških, žensk, otrok in različnih hišnih živali. Med njimi je 1068 obsojenih vojnih zločincev, od tega 14 A-razreda (obsojenih zaradi sodelovanja pri načrtovanju, pripravi, začetku ali vodenju vojne). To je povzročilo številne polemike okoli svetišča. Drugi spomenik v stavbi honden (glavna dvorana) spominja na vsakogar, ki je umrl v imenu Japonske, in tako vključuje Korejce in Tajvance, ki so takrat služili Japonski. Poleg tega je stavba Činreiša (»Svetišče za pomiritev duhov«) svetišče, zgrajeno za vkopavanje duš vseh ljudi, ki so umrli med drugo svetovno vojno, ne glede na njihovo narodnost. Je neposredno južno od Jasukuni honden.
Japonski vojaki so se v drugi svetovni vojni borili v imenu cesarja Hirohita, ki je med koncem vojne in letom 1975 osemkrat obiskal svetišče. Vendar pa je prenehal obiskovati svetišče zaradi nezadovoljstva nad čaščenjem najvišjih obsojenih vojnih zločincev. Njegova naslednika Akihito in Naruhito nista nikoli obiskala svetišča.
S svetiščem so povezani različni šintoistični festivali, zlasti spomladi in jeseni, ko so naokoli  prenosna svetišča Mikoši v čast bogovom prednikov Japonske. Pomembna podoba svetišča je japonska cesarska krizantema na zavesah vrat, ki vodijo v svetišče. Trenutni 13. vrhovni duhovnik svetišča je Tatebumi Jamaguči, ki je bil imenovan 1. novembra 2018 po Kuniu Koboriju.

## Območje
Na 6,25 ha velikem zemljišču svetišča je veliko objektov, pa tudi več struktur vzdolž 4 ha velikega nasipa. Čeprav tudi druga svetišča na Japonskem zasedajo velike površine, je Jasukuni drugačen zaradi nedavnih zgodovinskih povezav. Muzej Jūšūkan je samo značilnost, ki Jasukuni razlikuje od drugih šintoističnih svetišč. Naslednji seznami opisujejo veliko teh objektov in struktur.

### Objekti
Na območju svetišča je več pomembnih verskih struktur. Haiden svetišča, glavna molitvena dvorana, kamor verniki prihajajo molit, je bila prvotno zgrajena leta 1901 v slogih irimoja-zukuri, hirairi in doubanbuki (bakrena streha), da bi lahko pokrovitelji izkazovali svoje spoštovanje in darovali. Streha te stavbe je bila prenovljena leta 1989. Bele zaslone, ki visijo s stropa, ob slovesnih priložnostih spremenijo v vijolične.
Honden je glavno svetišče, kjer prebivajo posvečena božanstva Jasukunija. Zgrajeno leta 1872 in prenovljeno leta 1989 je tam, kjer duhovniki svetišča izvajajo šintoistične obrede. Stavba je na splošno zaprta za javnost.
Stavba, ki je na desni strani haidena, je Sanšuden (参集殿) (»zborska dvorana«), ki je bila ponovno zgrajena leta 2004. Sprejem in čakalnice so na voljo posameznikom in skupinam, ki želijo častiti v glavnem svetišču.
Stavba, ki je neposredno za Sanšudenom, je Točakuden (到着殿) (»sprejemna dvorana«).
Stavba, ki je neposredno za hondenom, je znana kot Reidžibo Hōanden (霊璽簿奉安殿) (»Repozitorij za simbolne registre božanstev«), zgrajena v slogih kirizuma-zukuri, hirairi in doubanbuki. V njej je simbolni register božanstev (霊璽簿, Reidžibo) – ročno izdelan japonski papirnati dokument, ki navaja imena vseh kamijev, posvečenih in čaščenih v svetišču Jasukuni. Zgrajena je bila iz protipotresnega betona leta 1972 z zasebno donacijo cesarja Hirohita.
Poleg stavb glavnega svetišča Jasukunija sta na območju tudi dve obrobni svetišči. Motomija (元宮) je majhno svetišče, ki so ga v [[Kjoto|Kjotu]g najprej ustanovili simpatizerji cesarskih lojalistov, ki so bili ubiti v prvih tednih državljanske vojne, ki je izbruhnila med obnovo Meidži. Sedemdeset let pozneje, leta 1931, so ga premaknili neposredno južno od hondena svetišča Jasukuni. Njegovo ime, Motomija (»Prvotno svetišče«), se nanaša na dejstvo, da je bil v bistvu prototip za sedanje svetišče Jasukuni. Drugo obrobno svetišče je Činreiša. To majhno svetišče je bilo zgrajeno leta 1965 neposredno južno od Motomije. Posvečeno je tistim, ki niso zapisani v honden – tistim, ki so jih ubile vojne ali incidenti po vsem svetu, ne glede na narodnost. 13. julija ima festival.

### Tori in Mon (vrata)
Obstaja več različnih vrat tori in mon (門), ki so tako na nasipu kot na območju svetišča. Ko se premikajo po ozemlju od vzhoda proti zahodu, so prvi tori, ki jih obiskovalci srečajo, Daiiči Tori (Ōtori). Ta velika jeklena konstrukcija je bila največji tori na Japonskem, ko je bil prvič postavljen leta 1921, da bi označil glavni vhod v svetišče. Visok je približno 25 metrov in širok 34 metrov in je prvi tori. Trenutna ponovitev tega torija je bila postavljena leta 1974, potem ko je bil original leta 1943 odstranjen zaradi vremenskih vplivov. Ta tori je bil pred kratkim prebarvan.
Daini Tori (Seidō Ōtori) je drugi tori, ki ga najdemo na poti proti zahodu do svetišča. Postavljen je bil leta 1887 namesto lesenega, ki je bil postavljena prej. To je največji bronasti tori na Japonskem. Takoj za Daini Tori je šinmon (神門). 6-metrska vrata iz ciprese hinoki so bila prvič zgrajena leta 1934 in obnovljena leta 1994. Vsaka od njenih dveh vrat nosijo greben krizanteme s premerom 1,5 metra. Zahodno od teh vrat so Čumon Tori (中門鳥居) (»Tretja vrata svetišča«), zadnji obiskovalci morajo iti pod njim, preden dosežejo Jasukunijev haiden. Obnovili so ga iz cipres, nabranih v prefekturi Saitama leta 2006.
Poleg treh torijev in enih vrat, ki vodijo do glavnega kompleksa svetišča, je še nekaj drugih, ki označujejo druge vhode v svetišče. Iši Tori je velik kamnit tori na južnem koncu glavnega nasipa. Postavljen je bil leta 1932 in označuje vhod na parkirišča. Kitamon in Minamimon sta dve območji, ki označujeta severni in južni vhod v kompleks svetišča Jasukuni. Minamimon je označen z majhnimi lesenimi prehodi.